# Будичина
Будичина — річка в Україні, у Романівському та Чуднівському районах Житомирської області, ліва притока Тетерева.

## Загальна інформація
Довжина 15 км, похил річки 3,4  м/км, площа басейну водозбору 59,1  км², найкоротша відстань між витоком і гирлом — 13,75  км, коефіцієнт звивистості річки — 1,09 .
Населені пункти вздовж берегової смуги: Стовпів, Будичани.
Бере початок на південно-східній стороні від села Врублівка. Спочатку тече переважно на південний схід через село Романівку, далі по течії річки є штучні озера для ведення господарства. Впадає річка ж у головну артерію Житомирщини — Тетерів на околицях смт Чуднів.
Притока: Руда (права).
На південній стороні від села Будичани річку перетингає автошлях Т 2309.